# Орден Звезды Анжуана
Орден Звезды Анжуана (фр. Ordre de l'Étoile d'Anjouan) — награда республики Союз Коморских Островов, бывшая колониальная награда Франции. Был учреждён в 1874 году в султанате Анжуан, объявлен французским колониальным орденом 12 сентября 1896 года и упразднён в результате орденской реформы 3 декабря 1963 года. В настоящее время является высшей государственной наградой Комор.

## История

### Колониальный период
В 1886 году Коморские острова были объявлены протекторатом Франции. К этому времени на островах архипелага существовали несколько орденов — орден Звезды Коморо, орден Звезды Мохели, орден Звезды Анжуана.
Орден Звезды Анжуана был учреждён султаном Анжуана в 1874 году, для вознаграждения «тех, кто отличится заслугами как перед страной, так и перед Францией, защитницей» Анжуана. Орден был реорганизован 12 июня 1892 года и признан правительством Франции 30 июля 1894 года.
Декретом от 12 сентября 1896 года орден Звезды Анжуана был объявлен колониальной наградой Франции. Управление делами ордена было поручено канцелярии ордена Почётного легиона, по образу которого и был структурирован орден Звезды Анжуана.
Декретом от 1 сентября 1950 года орден получил статус награды Заморской Франции.
Орден Звезды Анжуана был упразднён декретом от 3 декабря 1963 года, которым был учреждён Национальный орден Заслуг, заменивший собой многочисленные ведомственные ордена заслуг.
Награждённые орденом Звезды Анжуана сохранили право носить знаки ордена и после его упразднения.

### Независимые Коморы
После объявления в одностороннем порядке Анжуаном независимости от Республики Коморских Островов, орден Звезды Анжуана был возрождён султаном Анжуана. Глава Государства Анжуан по Конституции 1998 года являлся Великим канцлером ордена. После подавления в 2001 году центральным правительством Комор сепаратистского движения на Анжуане и принятия в 2002 году новой конституции Комор, предоставившей Анжуану широкую автономию, орден является высшей государственной наградой Анжуана и Коморских Островов. Вручается Президентом Коморских Островов. Одним из награждённых стал посол США на Коморах Джон Прайс.

## Степени ордена
По примеру ордена Почётного легиона орден Звезды Анжуана имел пять классов:
Достоинства
 — Кавалер Большого креста (фр. Grand'croix)
 — Великий офицер (фр. Grand officier)
Степени
 — Командор (фр. Commandeur)
 — Офицер (фр. Officier)
 — Кавалер (фр. Chevalier)

## Условия награждения
С 1896 года по 1933 год орденом Звезды Анжуана могли быть награждены лица, прослужившие минимум 3 года на территориях французских колоний в Индийском океана или имеющие другие заслуги перед Французской колониальной империей.
С 1934 года оденом Звезды Анжуана могли быть награждены лица не менее 29 лет от роду и имеющие не менее 9 лет стажа военной или гражданской службы или другой профессиональной деятельности, в том числе двойной или тройной срок пребывания на территориях колоний.
Президенты Франции становились ex officio кавалерами Большого креста ордена Звезды Анжуана.
Было установлено ограничение на количество ежегодных награждений: 10 кавалеров Большого креста, 20 Великих офицеров, 30 командоров, 40 офицеров и 100 кавалеров.
Награждение производилось 1 раз в год — 14 июля.
В настоящее время орден вручается Президентом Коморских Островов за различные заслуги перед Анжуаном и Союзом Коморских Островов.

## Знаки ордена

Лента ордена до 1899 года

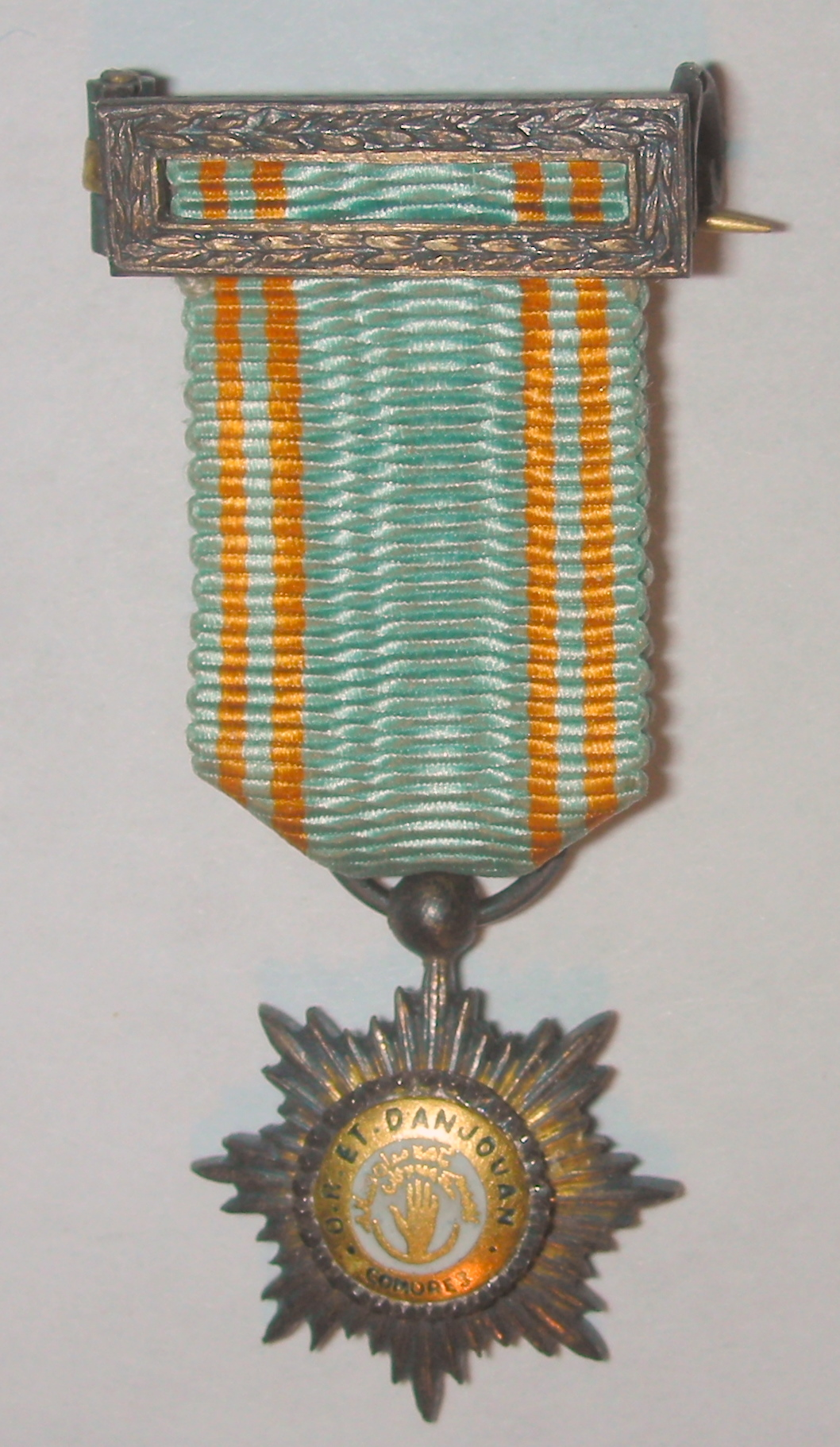
Миниатюра знака

Знак ордена представляет собой позолоченную восьмиконечную звезду из 64 лучей. В центре знака круглый медальон белой эмали с широким позолоченным ободком и узким серебряным с «алмазной» огранкой ободком. В центре медальона изображение символа Анжуана: полумесяц рогами вверх и выходящая из него рука. В верхней части медальона полукругом арабская надпись в 2 строки. На позолоченном ободке надпись: «ORDRE ROYAL DE L'ÉTOILE D'ANJOUAN / COMORES».
Оборотная сторона знака гладкая без изображений.
Посредством кольца, проходящего через шарик, закреплённый на верхнем луче, знак крепится к орденской ленте.
Размер знаков: кавалера и офицера — 40 мм, командора — 60 мм, кавалера Большого креста — 80 мм.
Звезда ордена представляет собой восьмиконечную звезду из 48 лучей. Лучи попеременно золотые и серебряные, с блёстками. В центре звезды круглый медальон белой эмали с широким золотым ободком и узким серебряным с «алмазной» огранкой ободком. В центре медальона изображение полумесяца рогами вверх и выходящей из него руки. В верхней части медальона полукругом арабская надпись в 2 строки. На золотом ободке надпись: «ORDRE ROYAL DE L'ÉTOILE D'ANJOUAN / COMORES».
Лента ордена до 1899 года была красная с белыми полосками по краям. С 5 декабря 1899 года лента ордена голубая с двойными оранжевыми полосками (шириной 1,5 мм) по краям.
Ширина ленты Большого креста — 100 мм. К ленте офицера крепится розетка диаметром 30 мм из такой же ленты.
Указанием Великого канцлера ордена Почётного легиона от 16 августа 1907 года со знаков ордена было предписано убрать слово «ROYAL» и арабскую надпись. Позже это указание было отменено.

## Известные кавалеры
- Маршал Франции Жозеф Жоффр[6]